# Cantonul L'Haÿ-les-Roses
Cantonul L'Haÿ-les-Roses este un canton din arondismentul L'Haÿ-les-Roses, departamentul Val-de-Marne, regiunea Île-de-France, Franța. Are o suprafață de 3,88 km². Populația este de 59.006 locuitori, determinată în 1 ianuarie 2017, prin recensământ.

## Comune
| Comune          | Populație (1999) | Cod poștal | Cod INSEE |
| --------------- | ---------------- | ---------- | --------- |
| L'Haÿ-les-Roses | 29 660           | 94 240     | 94 038    |